# Thomas Galloway
Thomas Galloway (Symington, 26 de febrero de 1796 - 1 de noviembre de 1851) fue un matemático escocés.
Nació en Symington, Lanarkshire. En 1812 ingresó en la Universidad de Edimburgo, donde destacó especialmente en matemáticas. En 1823 fue designado profesor de matemáticas en colegio militar de Sandhurst, y en 1833 fue designado actuario en la Amicable Life Assurance Office, la institución de ese tipo más antigua de Londres, cargo que mantuvo hasta su muerte en 1851. Galloway también fue un prolífico escritor, aunque anónimo en su mayor parte. Su publicación más notable, On the Proper Motion of the Solar System, fue publicada en la Philosophical Transactions de 1847. Contribuyó en gran medida en la séptima edición de la Encyclopaedia Britannica, y publicó algunos artículos científicos para la Edinburgh Review y algunos otros diarios científicos. 
En 1848 recibió la Medalla Royal.